# Wallie Goes to Rhymeland
Wallie Goes to Rhymeland è un videogioco a piattaforme pubblicato nel 1984 per Commodore 64 dalla Interceptor Software. Il protagonista Wallie è un essere con il corpo sferico e una grande bocca dentata. Si alternano fasi sparatutto a scorrimento, dove Wallie deve attraversare un percorso orizzontale evitando ostacoli e colpendo nemici, e fasi puramente a piattaforme, dove si deve raggiungere un obiettivo in cima a una schermata fissa, salendo scalette ed evitando pericoli.
Lo stesso anno, sempre con il protagonista Wallie, uscirono anche Wheelin' Wallie e per ultimo Trollie Wallie.